# Nick Jr. (Stany Zjednoczone)
Nick Jr. – amerykańska stacja telewizyjna, która 4 stycznia 1988 rozpoczęła nadawanie jako blok w stacji Nickelodeon.